# Pangong Tso
| Tibetische Bezeichnung                                              |
| ------------------------------------------------------------------- |
| Tibetische Schrift: སྤང་གོང་མཚོ། མཚོ་མོ་ངང་ལྷ་རིང་པོ                        |
| Wylie-Transliteration: spang gong mtsho, mtsho mo ngang lha ring po |
| Offizielle Transkription der VRCh: Banggong Co                      |
| THDL-Transkription: Panggong Tso                                    |
| Andere Schreibweisen: Pangong Tso                                   |
| Chinesische Bezeichnung                                             |
| Traditionell: 班公錯、錯木昂拉仁波                                  |
| Vereinfacht: 班公错、错木昂拉仁波                                   |
| Pinyin:Bāngōng Cuò, Cuòmù’ánglārénbō                                |

Der Pangong Tsho (tib.: spang gong mtsho,mtsho mo ngang lha ring po, tibetisch སྤང་གོང་མཚོ། མཚོ་མོ་ངང་ལྷ་རིང་པོ, Pangong Tso) ist ein 4238 m über dem Meeresspiegel gelegener Salzsee im Hochland von Tibet an der Grenze zwischen Indien (Ladakh) und China (im Westen des Regierungsbezirks Ngari, Tibet).

## Lage und Einwohner
Der 134 Kilometer lange und maximal acht Kilometer breite See liegt zu zwei Dritteln auf chinesischem Territorium. Er friert im Winter komplett zu. Der See bedeckt etwa 690 km². Davon befinden sich 293,45 km² in Indien. Am westlichen Seeende befindet sich ein Abfluss zum Shyok. Der Pangong Tsho ist vom indischen Leh über den Gebirgspass Chang La (5360 m ü. M.), erreichbar. Dazu benötigt man das Inner Line Permit. Das erste Dorf Spangmik ist offizieller Anlaufpunkt für die meisten Touristen. Durch den Film 3 Idiots von 2009 wurde der See Anziehungspunkt von Filmtouristen und ist dementsprechend überlaufen. Die negativen Einflüsse des Massentourismus machen sich dadurch bemerkbar. Die Vogelpopulation verändert sich, die fragile hochalpine Ökologie kann den zurückgebliebenen Müll nicht mehr bewältigen, über 200  Sickertoiletten verunreinigen das Wasser. Im zehn Kilometer weiter gelegenen Man ist mehr der gehobene Tourismus anzutreffen. In Merak ist Endstation für ausländische Touristen. Eine Weiterfahrt nach Chushul ist nur einheimischen Touristen erlaubt. Derzeit wird geprüft, ob der See unter den Schutz der Ramsar-Konvention fallen soll.

## Flora
Das Brackwasser des Sees ist frei von Mikrovegetation. In den Sümpfen rund um den See wachsen einige Arten von Busch- und mehrjährigen Kräutern.

## Fauna
Die Streifengans brütet am Pangong Tso.

## Politik
Im Rahmen des chinesisch-indischen Grenzstreits kommt es seit 1962 an der Demarkationslinie zwischen dem indischen Unionsterritorium Ladakh und der von China kontrollierten Region Aksai Chin, an deren südlichen Rand auch ein Teil des Pangong Tso liegt, immer wieder zu militärischen Spannungen. Zuletzt kam es in der Region im Juni 2020 zu einem schweren Grenzkonflikt, bei dem mindestens 20 indische Soldaten getötet wurden. Anfang 2021 entspannte sich die Lage wieder, als beide Seiten einen Truppenrückzug von der umstrittenen Grenze am nördlichen und südlichen Ufer des Pangong Tso vereinbarten.

## Galerie

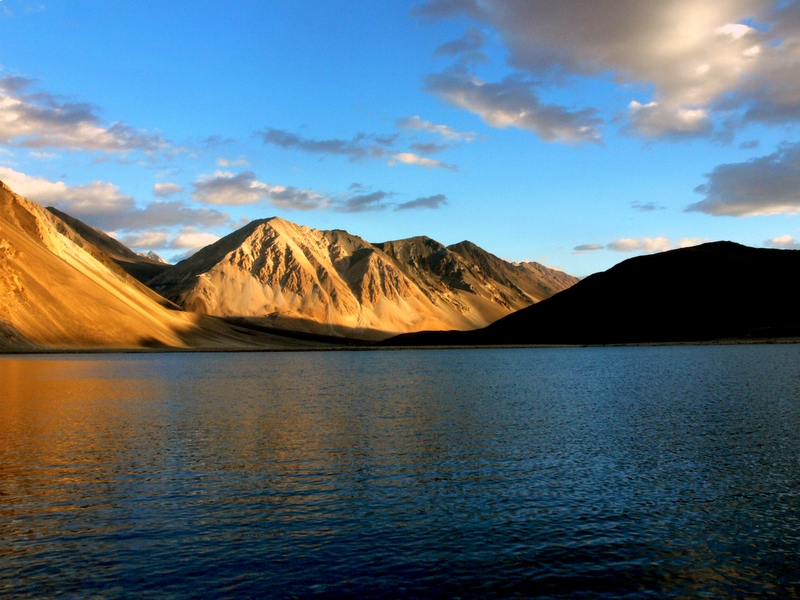
Pangong Tso